# Primadona (Glee)
Primadona (v anglickém originále Diva) je třináctá epizoda čtvrté série amerického hudebního televizního seriálu Glee a v celkovém pořadí sedmdesátá devátá epizoda tohoto seriálu. Scénář napsal Brad Falchuk, režíroval ji Paris Barclay a poprvé se vysílala ve Spojených státech dne 7. února 2013 na televizním kanálu Fox.

## Příběh

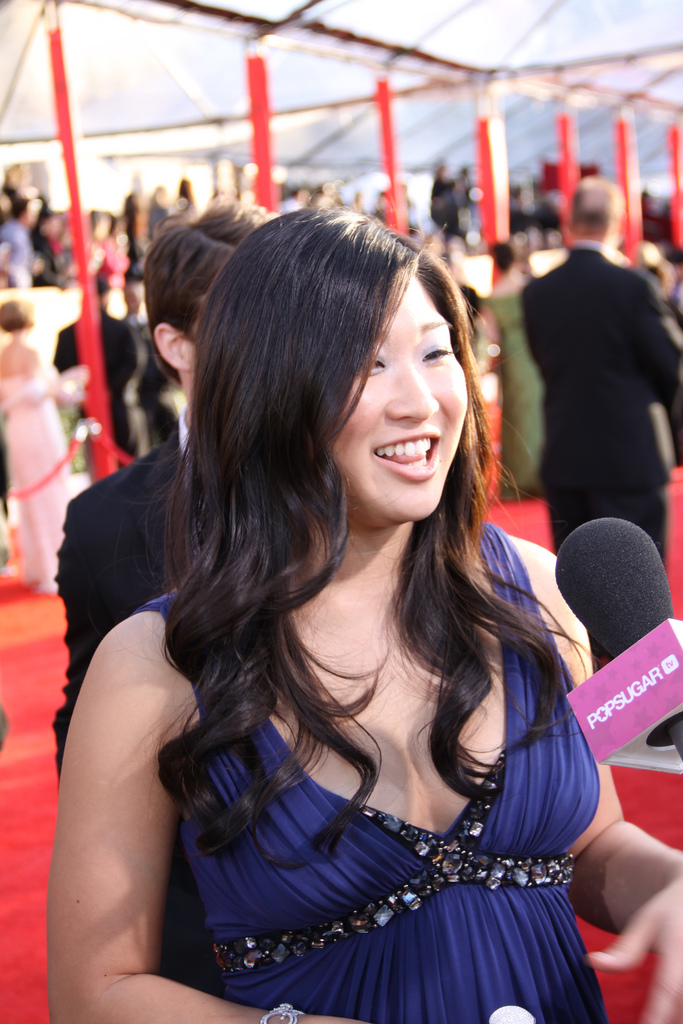
V této epizodě se Tina Cohen-Chang (Jenna Ushkowitz) stává divou

V New Yorku je Kurt (Chris Colfer) frustrován náhlou změnou chování Rachel (Lea Michele) - od té doby, co vyhrála Zimní přehlídku, začala být velice sebevědomá, namyšlená a nesnesitelná. Kurt jí řekne svůj upřímný názor na ní, ale ona si myslí, že jen žárlí na její úspěchy. Kurt jí tedy vyzývá na pěvecký duel v události nazvané Midnight Madness (Půlnoční šílenství), který má rozhodnout o tom, který z nich je lepší zpěvák. Rachel přijímá. Oba zpívají píseň "Bring Him Home" z muzikálu Bídníci a souboj nakonec vyhraje Kurt. Rachel je ponížena a ztrácí sebevědomí, ale Kurt ji nakonec povzbuzuje a oba jsou opět nejlepšími přáteli.
Emma (Jayma Mays) je nervózní kvůli nadcházející svatbě s Willem a Finn (Cory Monteith) se jí pokouší uklidnit. Emma mu zase na oplátku poradí, aby povzbudil členy sboru malou soutěží o to, kdo ze sboristů je nejlepší diva, což okamžitě vede k souboji mezi Brittany, Wadem, Tinou, Marley, Kitty a Blainem, kteří zpívají píseň "Diva" od Beyoncé.
Blaine (Darren Criss) je nachlazený a Tina (Jenna Ushkowitz) mu ochotně nosí vitamíny a stará se o něj. Blaine je smutný, protože si mnoho lidí myslí, že muž nemůže být divou. Proto ve sboru předvádí svou verzi písně "Don't Stop Me Now" od Queen, za kterou získá velký ohlas. Blaine je nemocný a tak zve Tinu k sobě domů, kde jí chce povzbudit, aby našla svou vlastní vnitřní divu. Tina mu vyzná lásku, ale pak zjistí, že jí stejně neslyšel, protože usnul. Následující den se k němu Tina chová velmi chladně a odmítavě, proto, že chce být za každou cenu jako diva a vyčte mu, že jí úplně ignoroval, i když mu celý týden pomáhala. Před celou školou venku na schodech vystoupí s Madonninou písní "Hung Up" a vyslouží si nebývalý aplaus. Blaine přichází k Tině, omluví se jí a děkuje jí za její péči. Nakonec se vítězem soutěže stává právě Tina, která ještě nikdy předtím žádnou soutěž nevyhrála.
Finn poté pozve do sboru speciálního hosta - Santanu Lopez (Naya Rivera), která zpívá s roztleskávačkami píseň "Nutbush City Limits" a řekne Brittany, že je spokojená a chodí s Elaine, jednou z roztleskávaček. Poté, ale pozve Sama (Chord Overstreet) do školní haly, kde mu řekne, že ví o jeho a Brittanině vztahu a že jí chce dostat zpátky, Sam ale říká, že se jí jen tak lehce nevzdá. Santana se setkává s trenérkou roztleskávaček Sue Sylvester (Jane Lynch) a ta jí řekne, že ví, že jí vyhodili ze školy a nabízí ji práci v Limě, jako trenérce roztleskávaček. Santana její nabídku zvažuje.
Finn se ptá Emmy na podrobnosti ohledně svatby a ta dostane hysterický záchvat, protože vše není podle jejích představ. Finn se jí snaží uklidnit, ale nakonec jí políbí. Oba jsou šokováni a Finn utíká pryč.
Brittany (Heather Morris) se setkává se Santanou v hale, kde jí řekne, že ví, že jí vyhodili ze školy a že Elaine není její přítelkyně. Dále jí řekne, aby následovala své sny. Epizoda končí, když Santana přijíždí do New Yorku a oznamuje Rachel a Kurtovi, že bude jejich novou spolubydlící.

## Seznam písní
- "Diva"
- "Don't Stop Me Now"
- "Nutbush City Limits"
- "Make No Mistake (She's Mine)"
- "Bring Him Home"
- "Hung Up"
- "Girl on Fire"

## Obsazení
| Chris Colfer      | Kurt Hummel           |
| Darren Criss      | Blaine Anderson       |
| Jane Lynch        | Sue Sylvester         |
| Kevin McHale      | Artie Abrams          |
| Lea Michele       | Rachel Berry          |
| Cory Monteith     | Finn Hudson           |
| Heather Morris    | Brittany Pierce       |
| Matthew Morrison  | William Schuester     |
| Chord Overstreet  | Sam Evans             |
| Amber Riley       | Mercedes Jones        |
| Naya Rivera       | Santana Lopez         |
| Mark Salling      | Noah „Puck“ Puckerman |
| Harry Shum mladší | Mike Chang            |
| Jenna Ushkowitz   | Tina Cohen-Chang      |